# Meoneura pseudoseducta
Meoneura pseudoseducta är en tvåvingeart som beskrevs av Papp 1976. Meoneura pseudoseducta ingår i släktet Meoneura och familjen kadaverflugor.
Artens utbredningsområde är Mongoliet. Inga underarter finns listade i Catalogue of Life.